# Iadul-Lim
Iadul-Lim (Yahdul-Lim) foi um rei de Carquemis que pode ter reinado, segundo sugerido pelos historiadores, entre 1764 e 1 745 a.C.. Era filho do rei Aplacanda e irmão do rei precedente Iatar-Ami. Pouco se sabe sobre seu reinado.